# Griffith Conrad Evans
Griffith Conrad Evans (11 de maio de 1887 — 8 de dezembro de 1973) foi um matemático estadunidense.
Evans obteve um doutorado em 1910 na Universidade Harvard, orientado por Maxime Bôcher, com uma tese sobre equações integrais de Volterra. Como pós-doutorando trabalhou dois anos com Vito Volterra em Roma. Em 1912 foi Professor Assistente e em 1916 Professor da Universidade Rice. Em 1934 foi para a Universidade da Califórnia em Berkeley, onde conduziu a Faculdade de Matemática a uma posição de destaque no país, especialmente por trazer diversos matemáticos europeus, por exemplo Alfred Tarski, Hans Lewy e Jerzy Neyman, perseguidos na época pelo regime de Adolf Hitler. Dirigiu a Faculdade de Matemática de 1934 a 1949, e se aposentou em 1955.
Como matemático trabalhou com Teoria do potencial, equações integrais e aplicações da matemática na economia.
Em 1933 foi membro da Academia Nacional de Ciências dos Estados Unidos. Em 1939-1940 foi presidente da American Mathematical Society. O Evans Hall em Berkeley é denominado em sua homenagem.
Casou em 1917 e teve três filhos.

## Obras
- The logarithmic potential, discontinuous Dirichlet and Neumann problems, American Mathematical Society, 1927.
- Mathematical introduction to economics, McGraw Hill, 1930.
- Stabilité et dynamique de la production dans l’économie politique, Gauthier-Villars, 1932.
- Lectures on multiple valued harmonic functions in space, University of California Press, 1951.
- Functionals and their applications; selected topics including integral equations, Dover, 1964.